# Christoph Heubner

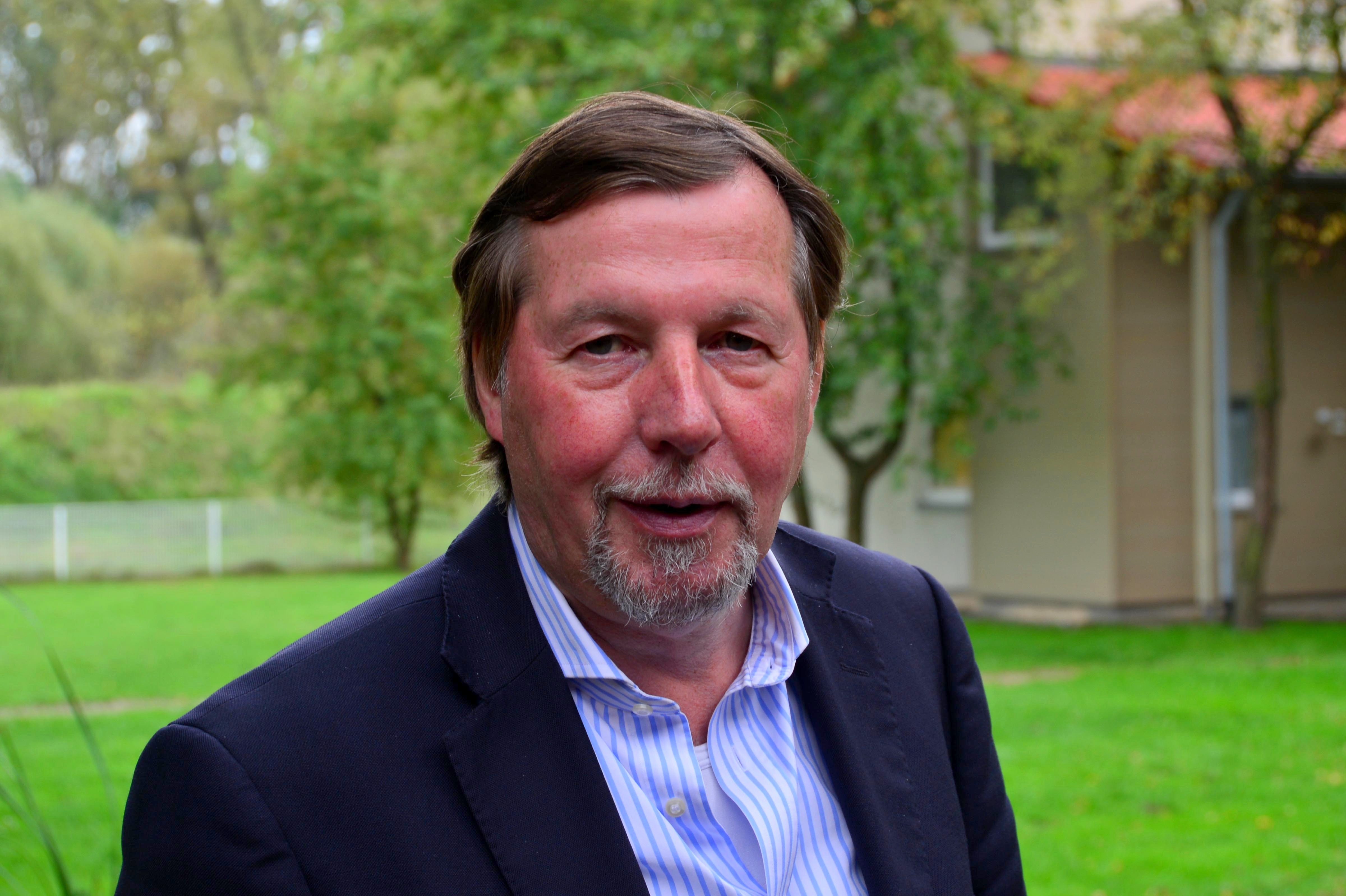
Christoph Heubner (2018)

Christoph Heubner (* 6. Mai 1949 in Niederaula) ist ein deutscher Schriftsteller und Exekutiv-Vizepräsident des Internationalen Auschwitz Komitees.

## Leben
Christoph Heubner wurde als Sohn des Pfarrers Horst Heubner und dessen Ehefrau Käthe (geb. Kruse) aus Wismar geboren und wuchs in hessischen Dörfern auf: Besuch der Volksschule in Lingelbach und Cölbe, Übergang zum Gymnasium Philippinum in Marburg, Abitur an der Gesamtschule Kirchhain.
Er leistete Zivildienst, war im Rahmen der Aktion Sühnezeichen Friedensdienste in Oxford in einem Obdachlosenasyl tätig und betreute später die ersten Gruppen der Aktion Sühnezeichen in der KZ-Gedenkstätte Stutthof (bei Danzig/Polen). Er studierte Geschichte, Germanistik und Politik in Marburg und Kassel und machte ein erstes Staatsexamen.
Parallel zum Studium arbeitete er (gemeinsam mit Ulrich Leinweber und Alwin Meyer) an Dokumentarfilmen mit:
- Die Stationen der Lore Diener (Lebensbericht über Lore Diener, Überlebende von Auschwitz, 1974)
- Helden (Bericht über ein Treffen der Ordensgemeinschaft der Ritterkreuzträger, 1975)
- Ausflug nach Auschwitz (deutsche Touristen beim Besuch der Gedenkstätte, 1976).

Anschließend hatte er eine Tätigkeit beim Rundfunk (Kirchenfunk und Jugendfunk) und beschäftigte sich mit literarischen Arbeiten. Nach dem Examen folgte eine hauptberufliche Mitarbeit bei der Aktion Sühnezeichen Friedensdienste. Enge Zusammenarbeit und Freundschaft bestand mit dem Dichter und Arbeitskollegen Volker von Törne, mit dem er gemeinsam das Buch Lagebericht, Gedichte und Lieder (1976) herausgab. Bücher von Heubner wurden ins Polnische und Ungarische übersetzt.
1979 erschien - angeregt durch den Auschwitz-Überlebenden Tadeusz Szymański - eine Publikation über die Lagerkunst von Auschwitz-Häftlingen: „Lebenszeichen“, zusammen mit Alwin Meyer und Jürgen Pieplow.
Nach Törnes Tod im Jahr 1980 übernahm Heubner die Fortführung der Planungen und Verhandlungen zum Bau der Internationalen Jugendbegegnungsstätte in Oświęcim/Auschwitz: 1986 war die Einweihung des 1. Bauabschnittes der IJBS (2. Bauabschnitt 1996).
Ab 1985 Mitarbeit im Internationalen Auschwitz Komitee. Maurice Goldstein, damaliger Präsident des IAK, schlug ihn als einen der Vizepräsidenten des IAK vor. Er wurde von der Generalversammlung des IAK seitdem in seinem Amt bestätigt. Seit 1990 betreut Heubner gemeinsame Gedenkstättenprojekte des Internationalen Auschwitz Komitees und der Volkswagen AG, in deren Rahmen deutsche und polnische Auszubildende des Konzerns fünf Mal jährlich für jeweils zwölf Tage bei der Erhaltung der Gedenkstätte mitarbeiten, Überlebende treffen und sich über die Ursachen und Folgen von Auschwitz informieren. Zu der gemeinsamen Gedenkstättenarbeit in Auschwitz gehören auch viertägige Studienreisen von Managern und Meistern der Volkswagen AG.
Heubner publiziert Gedichte und Erzählungen, er ist  mit der französischen Künstlerin Michèle Deodat verheiratet und hat zwei Söhne.
1985 befreundete Heubner sich dem belarussischen Schriftsteller Wassil Bykau (1924–2003). Sie unternahmen gemeinsame Lesereisen und Veranstaltungen.
Heubner ist Ehrenmitglied des Stiftungsrates der Internationale Jugendbegegnungsstätte in Oswiecim/Auschwitz und Mitglied der deutschen Delegation bei der International Holocaust Remembrance Alliance (IHRA).
Der Schriftsteller und spätere Literaturnobelpreisträger des Jahres 2017 Kazuo Ishiguro besuchte gemeinsam mit Heubner am 6. Oktober 1999 und auf Einladung des Internationalen Auschwitz Komitees die Gedenkstätten Auschwitz und Birkenau. In seiner Nobelvorlesung am 7. Dezember 2017 vor der Schwedischen Akademie hat Kazuo Ishiguro über diese Begegnung und seine essentiellen Überlegungen und persönlichen Herausforderungen während und in der Folge des Auschwitz-Besuchs berichtet.

## Projekte / Aktivitäten
Heubner hat Gedichte und Erzählungen publiziert (siehe unten).

### Führung der Rapper Farid Bang und Kollegah durch das KZ
Als Reaktion auf den Skandal bei der Echo-Gala im April 2108 waren Farid Bang und Kollegah trotz Antisemitismus-Vorwürfen und massiver Kritik im Vorfeld ausgezeichnet worden. Als Reaktion darauf führte Heubner am 7. Juni 2018 die Rapper Farid Bang und Kollegah durch das KZ Auschwitz I (Stammlager). Zu Ehren der in der Zeit des Nationalsozialismus im besetzten Polen Ermordeten legten die Rapper an der Todeswand Blumen nieder.

### Gerhard Richter Ausstellungshaus
Im Jahr 2020 wandte sich Heubner an den Maler Gerhard Richter mit der Frage und Bitte, ob er sich eine Ausstellung seiner „Birkenau“ Bilder in der Internationalen Jugendbegegnungsstätte Oswiecim/Auschwitz vorstellen könne. In der Folge entschied Gerhard Richter, dem Internationalen Auschwitz Komitee eine Edition seines Zyklus' „Birkenau“ zu schenken. In weiteren Gesprächen entwickelten Gerhard Richter und Sabine Moritz-Richter gemeinsam mit Christoph Heubner die Idee des Ausstellungshauses „Gerhard Richter Birkenau“.
Der Entwurf des Gebäudes, das neben der Internationalen Jugendbegegnungsstätte entstanden ist, stammt von Gerhard Richter. Im Ausstellungshaus werden die vier Birkenau-Bilder gemeinsam mit Kopien der Fotos gezeigt, die im Sommer 1944 heimlich von dem griechischen Häftling Alberto Errera nahe dem Krematorium V in Birkenau aufgenommen wurden. Die Fotografien, auf die sich die Bilder Richters beziehen, sind die einzigen fotografischen Dokumente von der Ermordung jüdischer Menschen in Auschwitz. Die Ausstellung wird nach Richters Vorstellungen durch einen vierteiligen großen grauen Spiegel vervollständigt, der gegenüber den Richter-Bildern angebracht ist und der die Besucherinnen und Besucher der Ausstellung ins Geschehen miteinbezieht. Das so entstandene Gesamtkunstwerk „Gerhard Richter Birkenau“ wurde im Februar 2024 eingeweiht. Der Bau des Hauses wurde durch eine Spende der Volkswagen AG an das Internationale Auschwitz Komitee ermöglicht.

### Bank für Justin Sonder in Chemnitz
Im Januar 2023 startete Heubner eine Initiative zur Errichtung einer Bank und Bronzebüste des 2020 verstorbenen deutsch-jüdischen Auschwitz-Überlebenden Justin Sonder in seiner Heimatstadt Chemnitz. Für die künstlerische Realisierung wurde die Rostocker Bildhauerin Julia Kausch gewonnen. Das Projekt, das durch die Spenden zahlreicher Einzelpersonen und Institutionen sowie einen Beitrag des Freistaates Sachsen verwirklicht werden konnte, wurde am 9. November 2024 eingeweiht und der Stadt Chemnitz als Geschenk übergeben.

## Ehrungen
- 1998 Kavalierskreuz des Verdienstordens der Republik Polen
- 2002 Verleihung des Bundesverdienstkreuzes am Bande durch den ehem. Senator für Bildung, Jugend und Sport, Klaus Böger[11]
- 2005 Verleihung des Offizierskreuzes des Verdienstordens der Republik Polen durch Präsident Aleksander Kwaśniewski
- 2015 Verleihung des Bundesverdienstkreuzes 1. Klasse[12]
- 2014 Ehrenmedaille der Stadt Oświęcim
- 2014 Kommandeurkreuz des Verdienstordens der Republik Polen
- 2021 Großes Verdienstkreuz des Verdienstordens der Bundesrepublik Deutschland[13]
- 2023 Lothar Kreyssig Friedenspreis[14]
- 2023 Charlotte Petersen Medaille[15]
- 2024 Ehrenmedaille zum Gedenken des „Aufstandes im Warschauer Ghetto“ (Medali “Powstanie w Getcie Warszawskim”)[16]

## Werke (Auswahl)
- Christoph Heubner, Dietrich Lückoff: Nach Hause gehen: Gedichte. 1. Aufl., 1. - 2. Tsd. Lamuv, Bornheim-Merten 1981, ISBN 978-3-921521-27-4.
- Christoph Heubner, Alwin Meyer, Jürgen Pieplow: Lebenszeichen: gesehen in Auschwitz. 1.  Auflage. Aktion Sühnezeichen, Friedensdienste, Berlin 1987, ISBN 978-3-89246-010-7.
- Ich sehe Hunde, die an der Leine reißen : nach Auschwitz – drei Geschichten, Göttingen : Steidl, 2019, ISBN 978-3-95829-717-3
- Durch die Knochen bis ins Herz, Göttingen : Steidl, 2021, ISBN 978-3-95829-937-5
- Als wir die Maikäfer waren, Göttingen : Steidl Verlag, 2023, ISBN 978-3-96999-200-5
- Juergen Teller, Christoph Heubner: Auschwitz Birkenau. First edition Auflage. Steidl, Göttingen 2025, ISBN 978-3-96999-459-7.